# Wähler (Telekommunikation)

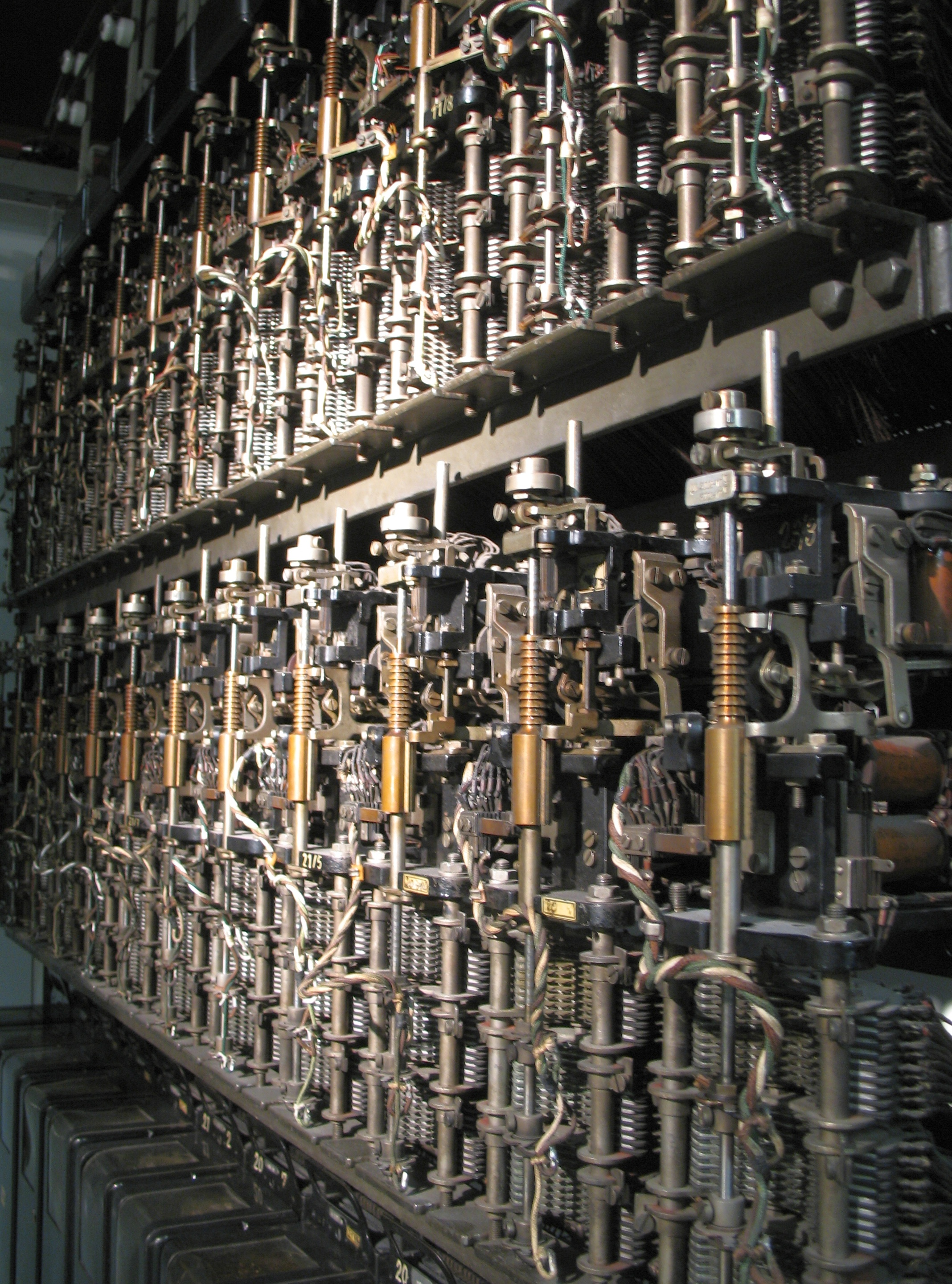
Hebdrehwähler in einer Ortsvermittlung (Museumsanlage)

Allgemeines Symbol für einen Wähler

Ein Wähler (engl.: selector, switch) ist in der Vermittlungstechnik eine Koppeleinrichtung innerhalb von Vermittlungseinrichtungen. Die Bezeichnung wird vorwiegend für die historische elektromechanische Vermittlungstechnik verwendet, in der digitalen Vermittlungstechnik ist sie nicht mehr gebräuchlich. Der Wähler besteht aus einer konstruktiven Zusammenfassung von Koppelpunkten zu einer Koppelreihe, die einen Eingang mit einem von mehreren Ausgängen zu verbinden erlaubt.
Je nach vermittlungstechnischer Aufgabe werden in elektromechanischen Wählsystemen unterschieden:
- Anrufsucher zur Konzentration des Nachrichtenverkehrs (Rückwärtsgerichtete Suche nach dem Quellanschluss)
- Vorwähler zur Verzweigung des Nachrichtenverkehrs (Verbindung zu einem freien Gruppenwähler)
- Gruppenwähler zur Verzweigung des Nachrichtenverkehrs (Richtungswahl)
- Leitungswähler zur Expansion des Nachrichtenverkehrs (Letzte Wahlstufe zur Bestimmung des Zielanschlusses)

Typische Wähler sind (in geschichtlicher Reihenfolge) Hebdrehwähler, Fallwähler, EMD-Wähler und Edelmetall-Motor-Koordinatenwähler.

## Hinweise und Anmerkungen
1. ↑  Fallwähler im Museum